# Sklopný fotoaparát

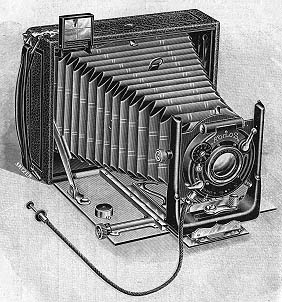
Dřevěný sklopný horizontální fotoapát z roku 1907

Sklopný fotoaparát je fotoaparát, jehož objektiv může být složen společně s tělem fotoaparátu na kompaktní a robustní krabičku. Objektiv je připevněn mechanismem založeným na systému pantografu a je obvykle součástí víka. 
Objektiv vyjede z těla fotoaparátu do určené vzdálenosti, aby dával správné zaostření. Neprůsvitný textil nebo kůže měchového fotoaparátu mezi objektivem a tělem zabraňuje prostupu světla dovnitř těla aparátu. Ve složeném stavu má fotoaparát velikost blízkou velikosti fotografické desky. V době, kdy převládaly fotoaparáty na velký nebo střední formát, byla tato vlastnost uživateli vítána.

## Historie
První sériově vyráběný sklopný fotoaparát byl Pocket Kodak, který na trh uvedla v roce 1897 firma Kodak.
Skládací kamery dominovaly na počátku 20. století během druhé světové války. Přístroje na střední formát byly masově vyráběny až v šedesátých letech. Typickým amatérským fotoaparátem ve třicátých letech byl sklopný fotoaparát formátu 6×9 určený pro svitkový film nebo film s označením 620. Používání skládacích kamer začalo klesat po druhé světové válce s rozvojem 35mm kinofilmu, který umožnil rozvoj malých fotoaparátů bez měchu. Nicméně, existovaly také skládací 35 mm kamery, například původní Kodak Retina nebo Agfa Isolette.
Firma Polaroid vyráběla několik typů skládacích filmových kamer, včetně slavné SX-70, což byla zároveň zrcadlovka.
V roce 2008 firma Voigtländer oznámila výrobu modelu skládacího fotoaparátu Bessa III v klasickém retro stylu na formát filmu 6x6 / 6x7 (120/220 film).

## Galerie

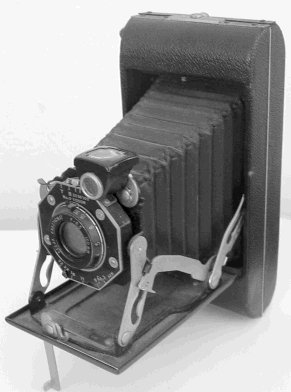
Klasický sklopný fotografický přístroj v rozloženém stavu
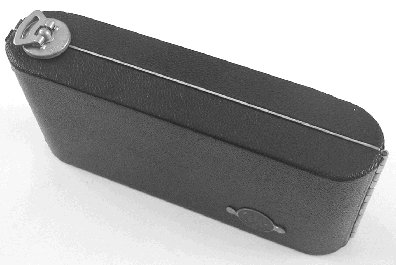
Tentýž fotoaparát složený
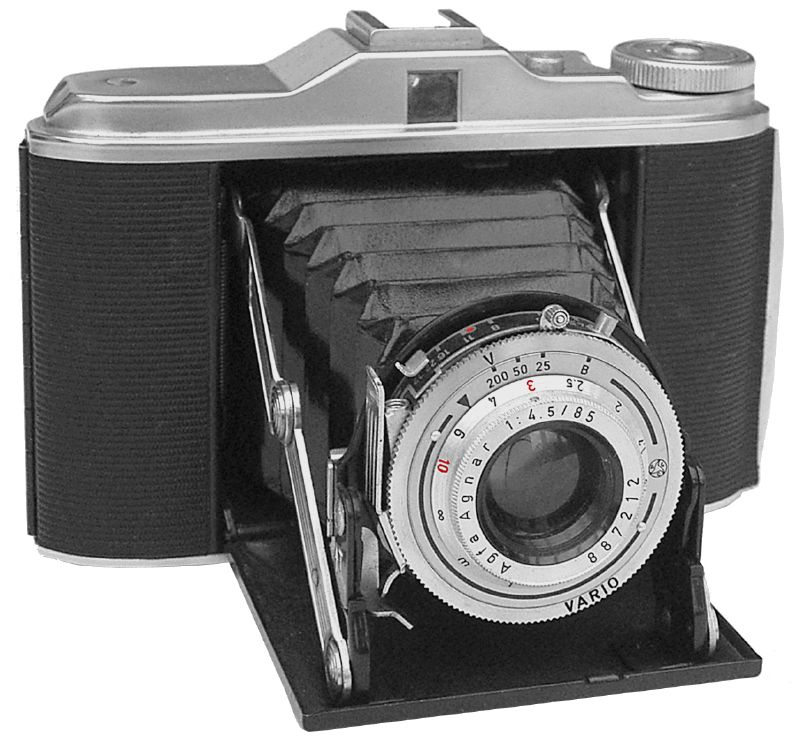
Agfa Isolette na kinofilm z roku 1950